# المنزل في باريس (رواية)
المنزل في باريس (بالإنجليزية: The House in Paris)‏ هي رواية للكاتبة البريطانية إليزابيث بوين، نشرت عام 1935، لأول مرة عن دار نشر غولانس في المملكة المتحدة وكنوبف في الولايات المتحدة.